# Parvagula
Parvagula — вимерлий рід гієнодонтових ссавців родини Proviverridae. Скам'янілості (3 колекції) знайдено у Франції. Описано 1 вид: Parvagula palulae.